# Museum für Stadtgeschichte (Freiburg im Breisgau)
Das ehemalige Museum für Stadtgeschichte der Städtischen Museen Freiburg im spätbarocken Haus „zum Schönen Eck“ (Wentzingerhaus) bestand von 1994 bis 2024 und zeigte die Geschichte der Stadt Freiburg im Breisgau von den Anfängen um 1100 bis in die Barockzeit. Weitere historische Themen bis zur Gegenwart wurden in Sonderausstellungen behandelt. Das Museum wurde im Frühjahr 1994 eröffnet. Zuvor war das Wentzingerhaus von der Adelhausenstiftung Freiburg, die das Gebäude 1988 von der Stadt erworben hatte, umfassend und denkmalgerecht instand gesetzt worden. Das Museum für Stadtgeschichte wurde als Abteilung des nahegelegenen Augustinermuseums geführt. Erster Museumsleiter war der Freiburger Kunsthistoriker Peter Kalchthaler, der auch in der Arbeitsgruppe zur Konzeption des Museums mitgewirkt hatte. Nach seiner Zurruhesetzung 2023 übernahm Carola Freund die Leitung der stadtgeschichtlichen Abteilung des Augustinermuseums.
Zum Jahresende 2024 wurde es geschlossen. Die stadtgeschichtliche Sammlung wird zukünftig im neu sanierten Augustinermuseum zur sehen sein.

## Geschichte und Gebäude

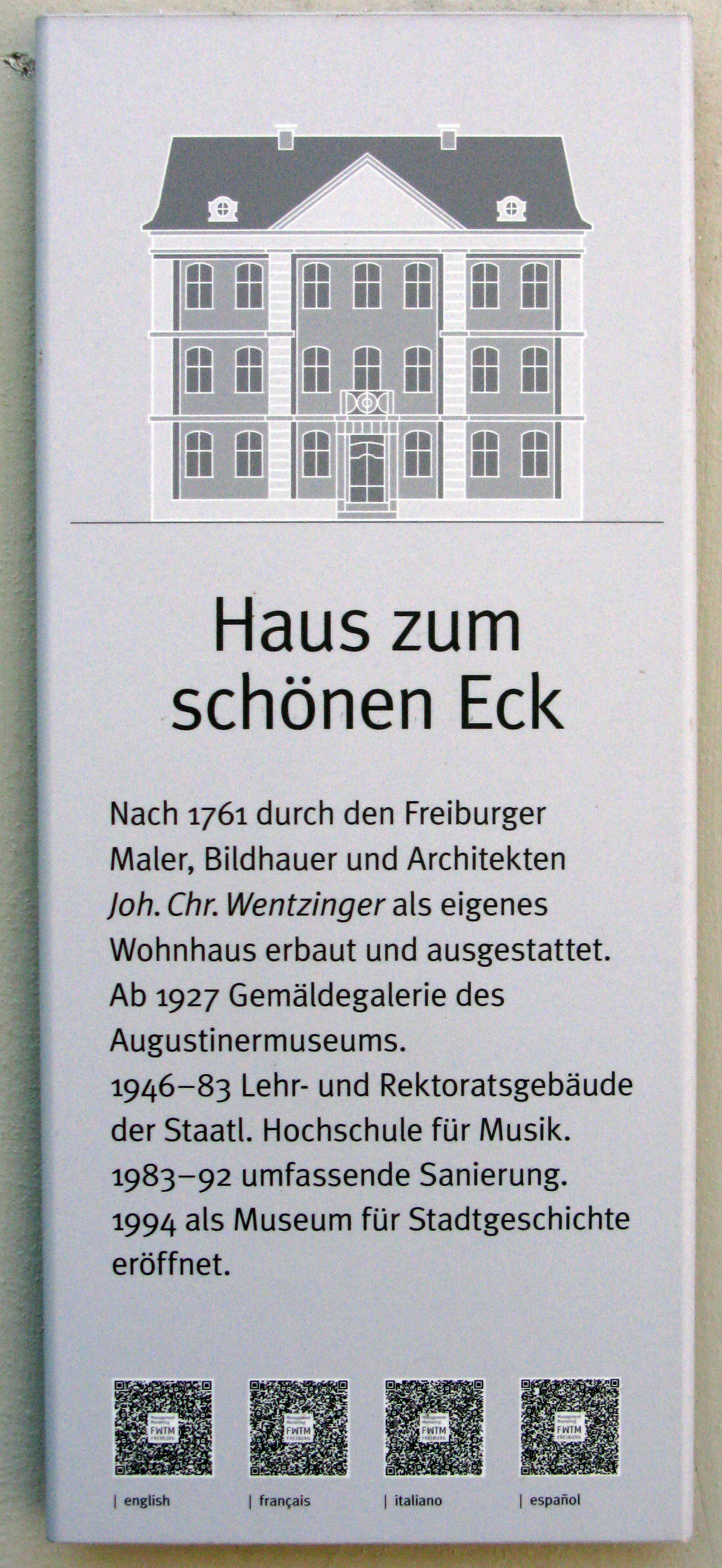
Infotafel

Als eines der wenigen erhaltenen Künstlerhäuser in Deutschland war das Wentzingerhaus selbst Teil der stadtgeschichtlichen Präsentation. Das Gebäude wurde nach 1761 vom Künstler und Stifter Johann Christian Wentzinger (1710–1797) als Atelier- und Wohnhaus für sich selbst erbaut. Der Mittelteil der dreigeschossigen Fassade zeigt ein aufwendig gerahmtes Säulenportal mit Balkon im ersten Obergeschoss. Sein Gitter ist mit einem kleinen Selbstporträt des Hausherrn in Büstenform geschmückt. Als Hauszeichen drückt es mit dem heiteren Blick Wentzingers zum Münsterturm bildhaft den seit dem Spätmittelalter überlieferten Hausnamen „zum Schönen Eck“ aus. Als Schlusssteine für die Öffnungen des Mittelrisalits hat Wentzinger Charakterstudien in Form vollplastischer Köpfe geschaffen. Der bedeutendste Raum ist der über zwei Stockwerke reichende Treppensaal mit Deckengemälde. Man erreicht ihn vom dunklen, in der Art einer Durchfahrt angelegten Flur im Erdgeschoss über die im Halbkreis geführte Treppe zum Obergeschoss, das als piano nobile ausgestaltet war. Vom Podest aus setzt sich die Treppe im Halbkreis nach oben fort und wird ein einer umlaufenden Galerie weitergeführt. Plastische Putti und Draperien überschneiden das Anschlussgesims und vermitteln zwischen der dreidimensionalen Welt und dem flachen Deckengemälde. Vom Treppensaal und der Galerie her sind alle Räume der beiden oberen Stockwerke zugänglich.
Die Raumaufteilung von Wentzingers Wohnung und Reste von Dekor in Salon und Wohnzimmer im piano nobile sind erhalten. Im Erdgeschoss befanden sich Küche und Wirtschaftsräume, im obersten Stockwerk vermutlich die Atelierräume des Künstlers. Die großen Gewölbekeller sind barock. Im 1991/92 eigens überdachten Innenhof befinden sich heute die Steinskulpturen der Vier Jahreszeiten aus Schloss Ebnet, die zu den Hauptwerken Wentzingers zählen. Sie wurden im Schlosspark durch Kopien ersetzt und sind seit 1992 als Leihgabe der Bundesrepublik in musealem Zusammenhang zu sehen.
Im Vorfeld der Fertigstellung des 3. Bauabschnitts im Augustinermuseum im Februar 2026 wurde das Museum für Stadtgeschichte Ende 2024 geschlossen. Die stadtgeschichtlichen Exponate werden im Wentzingerhaus vorbereitet und bis Ende 2025 in den Westflügel der ehemaligen Klausur des Augustinereremitenmuseums (ehem. Museumsbibliothek) umziehen, wo Stadt- und Münstergeschichte neu präsentiert werden. Die künftige Nutzung des Wentzingerhauses nach dem Auszug der Stadtgeschichte ist noch offen.

## Sammlung
Im Museum fanden sich unter anderem Exponate zur die Zeit der Zähringer, die zwar 1218 mit dem Herzog Bertold V. ausstarben, aber als Gründer der Stadt am Beginn einer nachhaltigen Zähringertradition stehen, die bis heute anhält. Daneben gibt es Dokumente und Exponate über den Wandel des Stadtrechts in Freiburg, beginnend bei den Grafen von Urach, die sich als Erben der Zähringer Grafen von Freiburg nannten, über das Erstarken der Zünfte, den Übergang zu den Habsburgern bis zum Fall an das Großherzogtum Baden in napoleonischer Zeit.
Ein weiteres Thema des Museums war das Freiburger Münster; durch ein detailliertes Münstermodell im Maßstab 1:50 wird die Bautechnik der Gotik erklärt. Ausgestellt wurden Zeitdokumente zu den einzelnen Bauphasen, Ausstattungsstücke und Wentzingers Modell für das Grabdenkmal des Generals Franz Christoph von Rodt im Münster.
Beleuchtet wurde auch die Zeit des Dreißigjährigen Kriegs und dessen Folgen, vor allem der Festungsbau durch Sébastien de Vauban. Ein zentrales Objekt bildete der barocke „Pergamentplan“, eine gezeichnete Vogelschau der Festung, die sehr detailliert auch das Stadtinnere zeigt. Eine weitere Besonderheit waren die seltenen gläsernen Handgranaten der Zeit um 1740, die 2007 bei einer archäologischen Ausgrabung im Festungsbereich zutage traten.
Handel, Münzwesen, Bergbau, Handwerk und Gewerbe war ein weiterer Raum gewidmet. Das Leben im Kloster wurde vor allem anhand des Klosters Adelhausen, des wichtigsten Frauenklosters in Freiburg dargestellt. Aus dem Augustinereremitenkloster waren bedeutende archäologische Exponate zu sehen. Im Umfeld standen die Geschichte der Albert-Ludwigs-Universität und der Freiburger Spitäler.
Ein Stadtmodell im Gewölbekeller konnte  den Besuchern und Besucherinnen eine Vorbereitung auf einen Stadtrundgang bieten. Es zeigt Freiburg mit seinen mittelalterlichen Mauern und Toren um 1600. Stadtansichten und Pläne ergänzen es. Zur Jubiläumsausstellung freiburg.archäologie 2019/20 wurde eine im Vorfeld des Umbaus 1988 entdeckte mittelalterliche Sickergrube von Archäologen des Landesamtes für Denkmalpflege teilweise freigelegt und als Grabungsfeld sichtbar belassen. An die jüngste Geschichte erinnert ein zu einem Ausstieg auf dem Münsterplatz führender Fluchtgang, der vor dem Zweiten Weltkrieg im Zug von Luftschutzmaßnahmen angelegt wurde.
Eine Besonderheit war bis 2009 der Steinway-Welte-Reproduktionsflügel, der seither im Augustinermuseum gezeigt wurde. Dort wird es 2026 eine "Welte-Lounge" zur Geschichte der weltberühmten Freiburger Firma und ihrer Produkte geben.
Die wesentlichen Themen der Stadtgeschichte, die bislang im Wentzingerhaus zu sehen waren, werden auch in der Neupräsentation im Augustinermuseum angesprochen. Teile der Stadtgeschichte werden im Rahmen der neuen thematischen Schwerpunkte wie Religion oder Revolution sowie in Ausstellungen des im Augustinermuseum geplanten neuen stadtgeschichtlichen Forums gezeigt.